# Aboubakary Koita
Aboubakary Koita (Pikine, 20 settembre 1998) è un calciatore mauritano, attaccante dell'AEK Atene e della nazionale mauritana.

## Caratteristiche tecniche
È un'ala sinistra.

## Carriera

### Club
Nato in Senegal ma cresciuto in Belgio da genitori di origine mauritane, ha iniziato la sua carriera nelle giovanili del Merksem per poi passare all'academy di Lyra e Geel, con cui ha debuttato da professionista.
Il 9 giugno 2017 si è trasferito al Gent firmando per due stagioni. Ha debuttato in Pro League il 13 maggio 2018 disputando l'incontro vinto 1-0 contro l'Anderlecht.
L'ultimo giorno del mercato invernale del 2019 è passato in prestito semestrale al Kortrijk. Rientrato alla base, è stato ceduto a titolo definitivo al Waasland-Beveren il 19 luglio.
Il 9 luglio 2024 viene acquistato dall'AEK Atene per quattro milioni di euro, firmando un contratto valido fino all'estate del 2029.
Il 1° settembre sigla la prima rete per la squadra di Atene, segnando il gol del 3-0 nella vittoria esterna contro il Levadeiakos.

### Nazionale
Nel 2023 ha esordito in nazionale; nel medesimo anno è stato inoltre convocato per la Coppa d'Africa.

### Presenze e reti nei club
Statistiche aggiornate all'11 maggio 2025
| Stagione                | Squadra                 | Campionato              | Campionato | Campionato | Coppe nazionali | Coppe nazionali | Coppe nazionali | Coppe continentali | Coppe continentali | Coppe continentali | Altre coppe | Altre coppe | Altre coppe | Totale | Totale |
| Stagione                | Squadra                 | Comp                    | Pres       | Reti       | Comp            | Pres            | Reti            | Comp               | Pres               | Reti               | Comp        | Pres        | Reti        | Pres   | Reti   |
| ----------------------- | ----------------------- | ----------------------- | ---------- | ---------- | --------------- | --------------- | --------------- | ------------------ | ------------------ | ------------------ | ----------- | ----------- | ----------- | ------ | ------ |
| 2015-2016               | ASV Geel                | TK                      | 2          | 0          | -               | -               | -               | -                  | -                  | -                  | -           | -           | -           | 2      | 0      |
| 2016-2017               | ASV Geel                | 1N                      | 29         | 5          | CdB             | 3               | 0               | -                  | -                  | -                  | -           | -           | -           | 32     | 5      |
| Totale Geel             | Totale Geel             | Totale Geel             | 31         | 5          |                 | 3               | 0               |                    | -                  | -                  | -           | -           | -           | 34     | 5      |
| 2017-2018               | Gent                    | PL                      | 1          | 0          | CdB             | 0               | 0               |                    | -                  | -                  | -           | -           | -           | 1      | 0      |
| 2018-2019               | Gent                    | PL                      | 6          | 0          | CdB             | 0               | 0               | EL                 | 0                  | 0                  | -           | -           | -           | 6      | 0      |
| 2019                    | Kortrijk                | PL                      | 16         | 2          | -               | -               | -               | -                  | -                  | -                  | -           | -           | -           | 16     | 2      |
| Totale Gent             | Totale Gent             | Totale Gent             | 7          | 0          |                 | 0               | 0               |                    | -                  | -                  | -           | -           | -           | 7      | 0      |
| 2019-2020               | Waasland-Beveren        | PL                      | 22         | 2          | CdB             | 1               | 0               | -                  | -                  | -                  | -           | -           | -           | 23     | 2      |
| 2020-2021               | Waasland-Beveren        | PL                      | 28         | 7          | CdB             | 0               | 0               | -                  | -                  | -                  | -           | -           | -           | 28     | 7      |
| Totale Waasland-Beveren | Totale Waasland-Beveren | Totale Waasland-Beveren | 50         | 9          |                 | 1               | 0               |                    | -                  | -                  | -           | -           | -           | 51     | 9      |
| 2021-2022               | Sint-Truiden            | PL                      | 24         | 3          | CdB             | 1               | 1               | -                  | -                  | -                  | -           | -           | -           | 25     | 4      |
| 2022-2023               | Sint-Truiden            | PL                      | 29         | 0          | CdB             | 2               | 0               | -                  | -                  | -                  | -           | -           | -           | 31     | 0      |
| 2023-2024               | Sint-Truiden            | PL                      | 37         | 15         | CdB             | 1               | 0               | -                  | -                  | -                  | -           | -           | -           | 38     | 15     |
| Totale Sint-Truiden     | Totale Sint-Truiden     | Totale Sint-Truiden     | 90         | 18         |                 | 4               | 1               |                    | -                  | -                  |             | -           | -           | 94     | 19     |
| 2024-2025               | AEK Atene               | SLE                     | 22         | 2          | CG              | 3               | 0               | UECL               | 4                  | 0                  | -           | -           | -           | 29     | 2      |
| Totale carriera         | Totale carriera         | Totale carriera         | 200        | 34         |                 | 11              | 1               |                    | 4                  | 0                  |             | -           | -           | 215    | 35     |